# Otoški grad
Otoški grad  (nemško: Inselburg, angl. Island castle) je različica vodnega gradu. Odlikuje se po svoji lokaciji na umetnem ali naravnem otoku. Je tipičen nižinski grad.
Ker otok, na katerega je bil postavljen grad, ločita od obale najmanj dve vodni telesi, umetna obramba kot grajski jarek ali ščitni zid ki ni nujen, če je grad obdan s tekočo vodo. Taki gradovi so bili zato lahko zelo enostavno in poceni zgrajeni. Veliko otoških gradov stoji na jezerih. So pa bili razmeroma enostavno dosegljivi v zimskem času, če je prišlo do dovolj debele zaledenitve jezera, da je led zdržal napadalce, saj so bili pogosto precej slabo utrjeni.
Najbolj znan otoški grad v Nemčiji je grad Pfalzgrafenstein blizu Kauba na reki Ren. Edini gotski vodni grad v Evropi je grad Trakai (litavsko Trakų salos pilis) na jezeru Galvė v Litvi.